# Лимбади
Лимбади (итал. Limbadi) — коммуна в Италии, располагается в регионе Калабрия, подчиняется административному центру Вибо-Валентия.
Население составляет 3615 человек, плотность населения составляет 129 чел./км². Занимает площадь 28 км². Почтовый индекс — 89844. Телефонный код — 0963.
Покровителем коммуны почитается святой великомученик Пантелеимон, празднование 27 июля.
Лимбади граничит с коммунами Кандидони, Никотера, Ромбьоло, Сан-Калоджеро, Спилинга.